# Логинов, Иван Степанович
Ива́н Степа́нович Ло́гинов (24 ноября (6 декабря) 1891, дер. Паршуки, Костромская губерния, Российская империя — 4 марта 1942, Ленинград, СССР) — русский и советский поэт.

## Биография
Родился 24 ноября (6 декабря) 1891 года в дер. Паршуки, Костромская губерния, Российская империя (ныне заброшенная деревня в Сусанинском районе Костромской области России) в семье крестьянина. Был мальчиком в шапочной мастерской. В возрасте 14 лет устроился на работу на завод в Петербурге. В 1912 году вступил в РСДРП. С 1918 года — сотрудник петроградской «Красной газеты», позднее работал заведующим библиотекой Госиздата (1920—1926), в Обществе старых большевиков.
Во время войны был политработником, погиб на Ленинградском фронте.

## Творчество
Дебютировал в 1911 году в газете «Звезда» со стихотворением «Надо счастья, надо воли».
Основные жанры произведений — злободневные политические стихотворения, песни, памфлеты, сатира. Основные мотивы — ненависть к буржуазии, старому порядку, призывы к свержению монархии и капиталистического строя, а после Октябрьской революции — призывы к классовой бдительности пролетариата, к борьбе с белогвардейцами, Колчаком и т. д., позднее — мотивы социалистического строительства.
Опубликовал цикл сатирических стихотворных фельетонов, направленных против не только политических, но и литературных «врагов пролетариата» (Ф. Сологуб, К. Бальмонт, З. Гиппиус, И. Кубиков и т. д.). Считается одним из основоположников «пролетарской поэзии».